# Elizabeth McQueen
Elizabeth McQueen, född Lippincott 25 september 1878 i Salem County i New Jersey, död 25 december 1958 i Los Angeles, var en amerikansk flygare samt grundare av Women's International Association of Aeronautics. Hon var gift med Ulysses Grant McQueen.
McQueen blev en av Los Angeles första kvinnliga piloter. Hon arbetade för att flygtävlingarna skulle öppnas även för kvinnor. Hon organiserade 1929 den första flygtävlingen som riktade sig till kvinnor, Women's Air Derby, vilken genomfördes som en ankomsttävling mellan Santa Monica och Cleveland i augusti 1929. Tävlingen lockade 19 piloter, däribland Amelia Earhart, Pancho Barnes och Thea Rasche. 
Hon var ordförande i Women’s International Association of Aeronautics (WIAA) och den lokala föreningen Women’s Aeronautic Association of California, samt organisatör av tävlingen Powder Puff Derby.